# Misawa Air Base

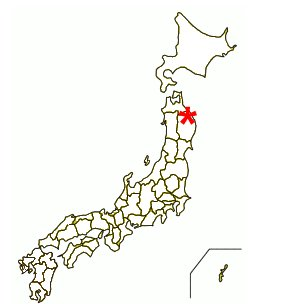
Ubicazione di Misawa

Misawa Air Base (三沢飛行場?, Misawa Hikōjō) è una base militare degli Stati Uniti d'America situata nel territorio comunale della città di Misawa, nella prefettura di Aomori, regione di Tōhoku, nella parte settentrionale dell'isola di Honshū, in Giappone. Si trova a 4,8 km ad ovest dell'oceano Pacifico, a 16 km a sud ovest di Towada, a 29 km a nord-ovest di Hachinohe, a 684 km a nord di Tokyo.

## Sinossi
Misawa è la sola installazione multiforze di servizio combinato nel Pacifico. Ospita tre forze armate USA (esercito, marina, e aeronautica) oltre alla Forza di Autodifesa Giapponese (JASDF). Impegna 5 200 militari americani, 350 civili statunitensi e 900 dipendenti pubblici giapponesi.

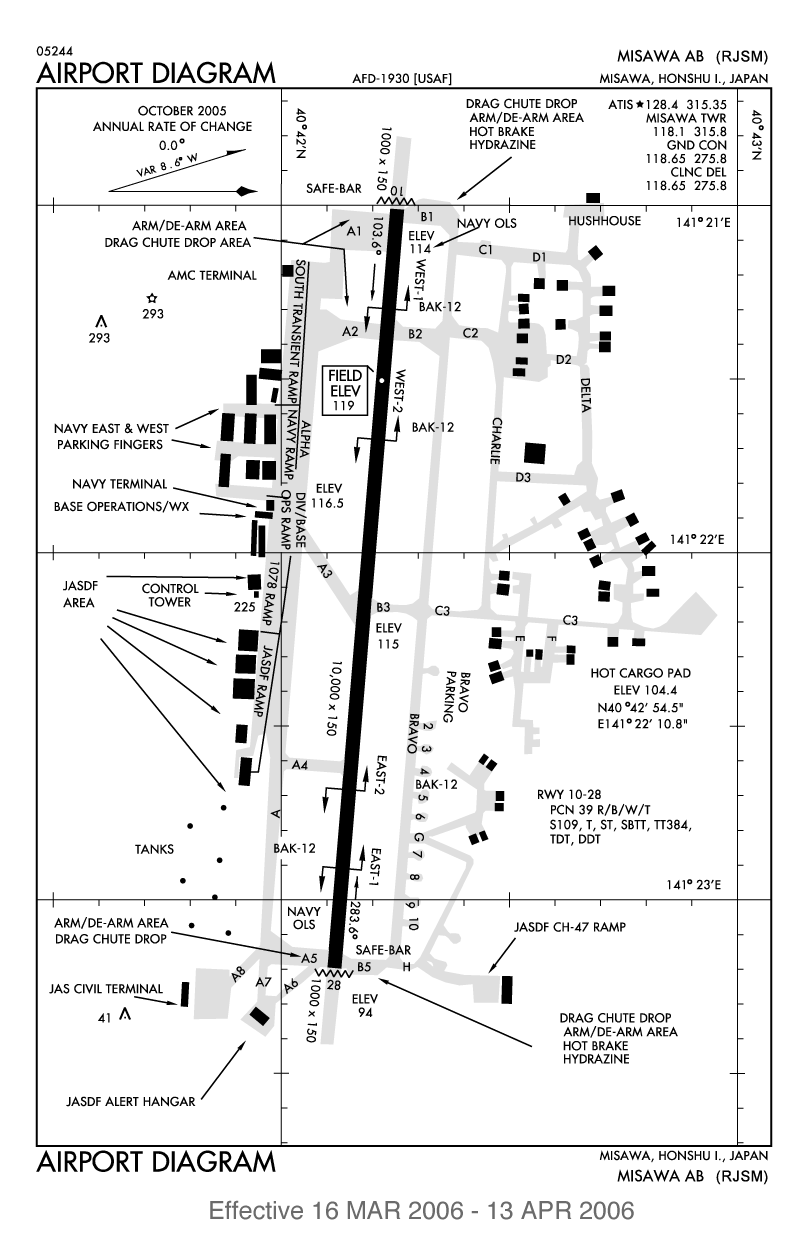
Piantina dell'aeroporto di Misawa

La base aerea di Misawa è anche uno scalo per voli civili regolari, condotti da Japan Airlines che la collegano all'aeroporto di Tokyo-Haneda ed all'Osaka International Airport. È uno dei pochi aeroporti "misti" (civili e militari) della "griglia" difensiva statunitense.

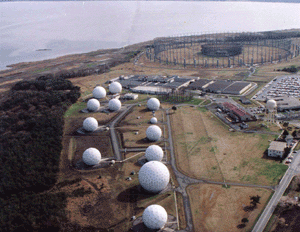
Foto aerea del sito di sorveglianza radio Security Hill a Misawa scattata negli anni novanta. È visibile sullo sfondo la grande antenna circolare Wullenweber AN/FLR-9

Il sito di sorveglianza spaziale di Misawa (passivo, a radiofrequenza) è utilizzato per tracciare i satelliti usando i segnali da loro trasmessi. Fornisce anche la "copertura" dei satelliti geosincroni utilizzando il Deep Space Tracking System (DSTS). Il Misawa Security Operations Center (MSOC), sito nella porzione nordoccidentale della base, è ritenuto una delle più grandi stazioni terrestri di ECHELON.

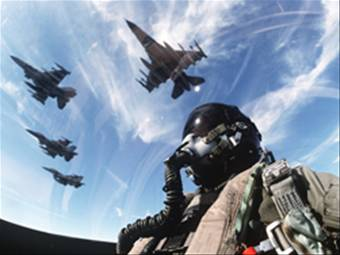
F-16 di Misawa

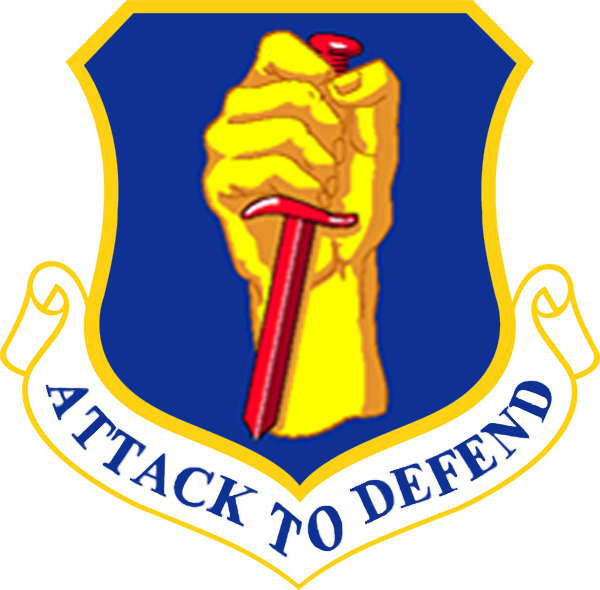
Logo del 35th Fighter Wing

## Unità militari attuali
Il 35th Fighter Wing dell'USAF è il reparto "padrone di casa" a Misawa. Lo stormo esegue quotidianamente voli di addestramento con gli F-16 in dotazione, allo scopo di mantenere la propria soglia di prontezza operativa. I suoi piloti compiono esercitazioni con armi aria-aria sopra il mare e affinano la loro destrezza nell'impiego di armi aria-terra sul Draughn Gunnery Range situato a 18 km a nord di Misawa.
Al 35th Fighter Wing sono assegnati cinque gruppi: 35th Maintenance Group, 35th Logistics Group, 35th Medical Group, 35th Operations Group e 35th Support Group.

Gli squadroni operativi di caccia sono:
- 13th Fighter Squadron "Panthers", contraddistinto da una striscia rossa sulla coda
- 14th Fighter Squadron "Samurais", contraddistinto da una striscia gialla sulla coda

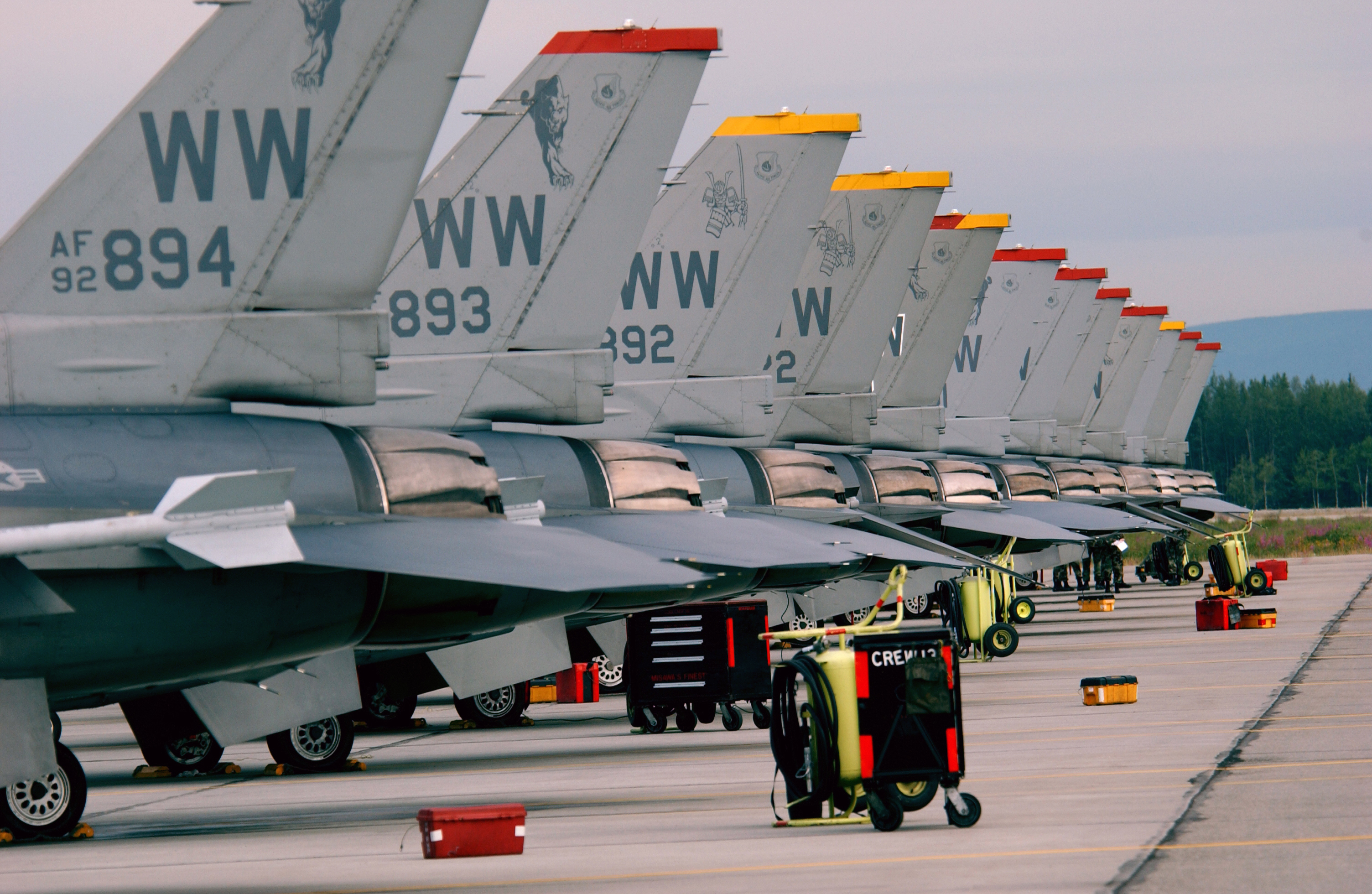
Particolari delle code sugli F-16 Wild Weasel (Misawa Air Base, 2006)

Entrambi gli squadroni utilizzano F-16C/D nella configurazione "Block 50" - Wild Weasel, ed usano pertanto il codice di coda "WW".

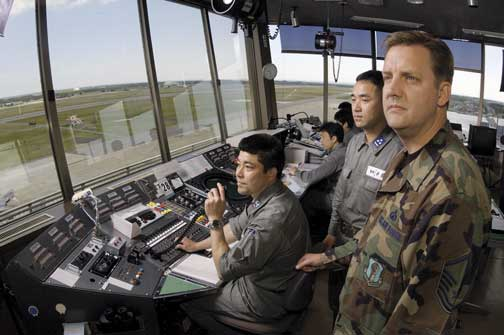
Operazioni nella torre di controllo di Misawa

Come abbiamo detto, la base ospita - oltre al reparto "principale" appena descritto - anche una quantità di altre unità militari, sia USA, sia della JASDF. In particolare:
- COMFARWESTPAC AIMD MISAWA U.S. NAVY
- Naval Air Facility Misawa (U.S. Navy)
- Commander, Patrol and Reconnaissance Force Seventh Fleet (USN)
- Navy Information Operations Command Misawa, già noto come Naval Security Group Activity Misawa (USN)
- 373rd Intelligence Group (USAF)
- 301st Intelligence Squadron (USAF)
- 373rd Mission Support Squadron (USAF)
- 403rd Military Intelligence Detachment, in precedenza denominato 750th Military Intelligence Company (U.S. Army)
- JASDF Northern Air Defense Force Headquarters
- JASDF 3rd Air Wing
- CUBIC Defense Applications ACMI

## Storia

### Principali comandi
- Far East Air Forces, (settembre-dicembre 1945)
- Pacific Air Command, United States Army, (dicembre 1945 - gennaio 1947)
- Far East Air Forces, (gennaio 1947 - luglio 1957)
- United States Pacific Air Forces, (luglio 1957 - luglio 1972)
- United States Air Force Security Service, (luglio 1972 - ottobre 1978)
- United States Pacific Air Forces, (ottobre 1978 - oggi)

### Unità operanti nella base
- 32d Army Engineering Construction Group (settembre 1945 - agosto 1948)
- 49th Fighter Wing (agosto 1948 - dicembre 1950)
- 6163d Air Base Wing (dicembre 1950 - novembre 1951)
- 116th Fighter-Bomber Wing (novembre 1951 - luglio 1952)
- 6016th Air Base Wing (luglio 1952 - novembre 1953)
- 49th Fighter-Bomber Wing (novembre 1953 - ottobre 1957)
- 6139th Air Base Group (ottobre 1957 - gennaio 1964)

- 439th Air Base Group (gennaio 1964 - gennaio 1968)
- 475th Tactical Fighter Wing (gennaio 1968- marzo 1971)**
- 6122d Air Base Group (marzo 1971 - luglio 1972)
- 6920th Air Base Group (luglio 1972 - ottobre 1978)
- 6112th Air Base Group (ottobre 1978 - luglio 1984)
- 432d Tactical Fighter Wing (luglio 1984 - ottobre 1994)
- 35th Fighter Wing (ottobre 1994 - oggi)

.** Servizi generali di caserma a cura dell'Air Base Group.

### Principali unità distaccate
- 49th Fighter Wing (agosto 1948 - dicembre 1950)
- 27th Strategic Fighter Wing (ottobre 1952 - luglio 1953)
- 39th Air Division (marzo 1952 - gennaio 1968)
- 49th Fighter-Bomber Wing (novembre 1953 - ottobre 1957)
- 439th Tactical Fighter Wing (gennaio 1964 - gennaio 1968)

- 475th Tactical Fighter Wing (gennaio 1968 - marzo 1971)
- 432d Tactical Fighter Wing (luglio 1984 - ottobre 1994)
- 35th Fighter Wing (ottobre 1994 - oggi)
- 3rd Space Surveillance Squadron (USAF) (operazioni terminate nel 2001)
- Detachment 3, 18th Intelligence Squadron (USAF) (operazioni terminate nel 2001)
- Company E Marine Support Battalion (USMC) (operazioni terminate nel 2000)

### Storia operativa

#### Origini
Ciò che oggi chiamiamo Misawa Air Base ha effettivamente avuto un qualche utilizzo militare fin dal Periodo Meiji, quando era usato come centro di addestramento per la cavalleria dell'esercito imperiale.
Nel 1870 l'imperatore nipponico istituì nell'area dell'odierna base una stazione di monta per la locale cavalleria, e vi mantenne la propria (Tenno Heika) fino al 1931, anno in cui il conflitto sino-giapponese ne impose l'utilizzo in Cina. Misawa rimase un centro di addestramento della cavalleria fino al 1938, quando vi si costruì la prima pista di decollo dell'aviazione del Sol levante.
Misawa fu il sito di decollo del primo volo trans-pacifico senza scalo (1931), eseguito da Clyde Pangborn e Hugh Herndon: partiti con “Miss Veedol” (un velivolo Bellanca Skyrocket J-300 Long-Distance Special) dalla base che descriviamo, atterrarono 41 ore dopo a Wenatchee.
Le origini della ricognizione aerea risalgono si dall'epoca delle prime mongolfiere; dopo la rivoluzione francese, i nuovi governanti erano interessati ad utilizzarle per osservare i movimenti dei nemici e nominarono lo scienziato Charles Coutelle per condurre uno studio con l'Entreprenant, il primo "velivolo" da ricognizione. Venne impiegato per la prima volta nella battaglia di Fleurus del 1794 tra i rivoluzionari francesi e le truppe alleate d'Austria e d'Inghilterra, dove contribuì a raccogliere molte importanti informazioni militari e a demoralizzare le truppe austriache, assicurando la vittoria ai francesi.

L'invenzione dell'aeroplano nel 1903 fu una tappa fondamentale nello sviluppo della ricognizione aerea: con il nuovo mezzo era infatti possibile tenere sotto osservazione una porzione maggiore di territorio ed era possibile coprire distanze maggiori, con ovvi vantaggi tattici; inoltre poteva anche essere usato per aggiustare il tiro dell'artiglieria.

La prima ricognizione militare eseguita da un aereo avvenne il 23 ottobre 1911, durante la guerra italo-turca, ad opera del capitano Carlo Piazza a bordo di un Blériot XI.
Leggi la voce
Nel 1938, l'esercito imperiale adibì Misawa a base aerea per bombardieri a lungo raggio. All'inizio del 1941 il Reparto Volo Gensan si addestrava a Misawa. Nel 1942 passò in gestione al Dai-Nippon Teikoku Kaigun Kōkū Hombu (Servizio aeronautico della Marina Imperiale), ed in particolare fu assegnata al 22º Stormo; vi si praticarono, in quel periodo, attività di ricerca e sviluppo. Nel 1944 furono costruite infrastrutture per i Kamikaze.

#### Seconda guerra mondiale
Nel corso della Seconda guerra mondiale, l'area di Misawa fu gravemente danneggiata dai caccia e dai bombardieri USA. Il finitimo Lago Ogawara fu - da quanto viene riferito - usato dalla Marina imperiale per addestrarsi all'attacco di Pearl Harbor (7 dicembre 1941), poiché morfologicamente affine al teatro di tale azione, ed anche perché la sua piatta profondità ne faceva un luogo ideale per esercitarsi negli attacchi con siluri.
Nel settembre 1945 iniziò l'occupazione americana. Fu necessario che gli ingegneri militari ricostruissero Misawa quasi di sana pianta per renderla utilizzabile dall'USAF. Durante la guerra di Corea e quella del Vietnam Misawa servì da appoggio per le missioni dei caccia. La base fu anche il punto di lancio per i sorvoli di sorveglianza clandestina (vedi box a margine) su Cina ed Unione Sovietica negli anni cinquanta.
Dopo la ricostruzione delle infrastrutture nell'immediato dopoguerra, il primo reparto di aviazione USA permanentemente "residente" fu il 613th Air Control and Warning Squadron (613th AC&W Sq), che si insediò il 15 luglio 1946 e fu responsabile del controllo aereo per il decennio successivo.

#### 49th Fighter Bomber Wing

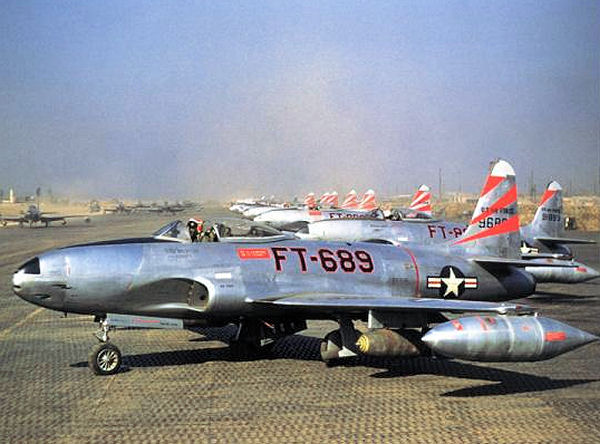
Lockheed F-80C-10-LO, Shooting Star, serial 49-689 del 49th Fighter-Bomber Group a Taegu AB (K-9) Corea del Sud, 1950

Il primo stormo caccia operativo fu il 49th Fighter-Bomber Group, riassegnato a Misawa il 31 marzo 1948. Il "49°" gruppo caccia in questione aveva alle proprie dipendenze tre squadroni operativi (7°, 8° e 9°), e disponeva di P-80 Shooting Star oltre a qualche P-61 Black Widow specializzato per le missioni notturne. Il "49°" svolse funzioni di truppa di occupazione in Giappone, e partecipò a manovre e pattugliamenti di sorveglianza essendo inquadrato nelle United States Pacific Air Forces. Nel febbraio 1950 l'unità fu rinominata 49th Fighter-Bomber Wing, ed il gruppo sin qui descritto ne rimase quale componente operativa.

#### Guerra di Corea
Con lo scoppio della Guerra di Corea (giugno 1950), il 49th Fighter-Bomber Group, separato dal resto dello stormo, divenne uno dei primi reparti USAF inviati in Corea dal Giappone, ed i suoi squadroni tattici iniziarono le operazioni con i North American P-51 Mustang, più adatti degli Shooting Star al supporto aerotattico. Il gruppo fu riunito nel dicembre 1950 al proprio stormo, quando quest'ultimo fu riassegnato alla base aerea di Tagu (K-2).
A Misawa, al "49°" subentrò, nei compiti di reparto di occupazione e in quelli generali di guarnigione, il 6163d Air Base Wing. Il 41st Fighter-Interceptor Squadron del 35th Fighter-Interceptor Wing presso la base aerea di Johnson fu rischierato a Misawa per garantire la difesa aerea a partire dal settembre 1950, venendo poi sostituito dal 40th (proveniente dalla medesima base), che rimase fino a luglio. Il 27th Fighter-Escort Wing (27th Special Operations Wing) fu trasferito da Taegu a Misawa in ottobre, e vi rimase fino al 20 gennaio 1953 per prestare difesa aerea mediante i turbogetti Republic F-84 Thunderjet, che si rivelarono inadeguati nel confronto con i MiG-15 nordcoreani.
Tra maggio e agosto 1953 il 12th Strategic Fighter Wing (12th Flying Training Wing) compì una serie di missioni temporanee a rotazione su Misawa, dando il cambio al "27°" e a propria volta venendo sostituito dal 31st Strategic Fighter Wing (31st Fighter Wing) che restò fino al 12 febbraio 1954. Il nominato "12°" ritornò per una seconda missione temporanea nel maggio 1954, rimanendo fino ad agosto.
Il 49th Fighter-Bomber Wing fu avvicendato (per quanto riguarda il servizio nella Corea del Sud) il 7 novembre 1953, e riprese le sue attività ordinarie presso la base. Permase a Misawa fino al 10 dicembre 1957, ma il controllo operativo dei suoi squadroni e gruppi passò alla  39th Air Division il giorno 1º marzo 1955.

#### 39th Air Division
Il giorno 1º marzo 1952 fu costituita a Misawa la 39th Air Division, e fino al 15 gennaio 1968 controllò le unità cui era stata affidata la responsabilità della difesa del Giappone settentrionale, in cui si annoverano le isole di Honshū e di Hokkaidō con le acque territoriali contigue.
Dalla "39^" dipendevano i seguenti stormi:
- 49th Fighter Bomber Wing (1º marzo 1955 -15 aprile 1957)
- 4th Fighter Bomber Wing (8 marzo 1955 - 8 dicembre 1957)
- 21st Tactical Fighter Wing (10 novembre 1958 - 18 giugno 1960).

Questi invece erano gli squadroni alle dipendenze della medesima grande unità:
- 4th Fighter Interceptor Squadron (1º marzo 1955 - 20 giugno 1965)
- 45th Tactical Reconnaissance Squadron (25 aprile 1960 - 15 gennaio 1968)
- 67th Tactical Fighter Squadron (15 dicembre 1967 - 15 gennaio 1968)
- 339th Fighter Interceptor Squadron (1º marzo 1955 - 15 gennaio 1958)
- 356th Tactical Fighter Squadron (29 novembre 1965 - 15 gennaio 1968)
- 416th Tactical Fighter Squadron (18 giugno 1960 - 16 giugno 1964)
- 418th Fighter Day Squadron (10 dicembre 1957 - 25 marzo 1958)
- 531th Tactical Fighter Squadron (8 giugno 1960 - 16 Jun 1964)
- 612th Tactical Fighter Squadron (3 novembre 1965 - 15 gennaio 1968).

In questo ruolo, la "39^" addestrava le unità assegnatele, e controllava le missioni di intercettazione aerea relative alle violazioni dello spazio aereo nipponico. La divisione controllava altresì le missioni di rifornimento in volo e ECM, oltre a curare l'addestramento del personale JASDF per le operazioni di volo, per quelle riguardanti l'uso e manutenzione di radar e per l'osservanza di procedure radio-telefoniche appropriate.
Dopo che l'Unione Sovietica abbatté un RB-29 (7 novembre 1954), la "39^" prese a fornire scorta di caccia a tutti i ricognitori "amici" che si trovassero a volare in prossimità del territorio sovietico e nel settore demandato alla Northern Air Defense.
La divisione offrì anche appoggio alle operazioni della Guerra del Vietnam.
I velivoli impiegati dalla "39^" furono:
- F-84, 1952-1954, 1958-1959;
- KB-29, 1953-1954;
- F-86, 1954-1960;
- F-100, 1957-1964;
- F-102, 1960-1965;
- RF-101, 1960-1968;
- F-105, 1967-1968.

#### Aeronautica giapponese
Le prime unità JASDF furono attivate a Misawa in ottobre 1954, e le prime unità giapponesi della Northern Air Defense Force iniziarono le operazioni nel 1957.

#### 475th Air Base Wing
La 31st Air Division venne disciolta il 15 gennaio 1968, e sostituita dal 475th Air Base Wing. Lo squadrone operativo nella base era il 67th Tactical Fighter squadron, rischierato a Misawa dal 18th Tactical Fighter Wing con base a Kadena AB, Okinawa. Il "67°" restò distaccato a Misawa fino al 15 marzo 1971, quando la linea di volo fu trasferita alla US Navy e terminarono tutte le missioni operative tattiche di caccia riconducibili alla PACAF.

#### 6112th Air Base Group
Al reparto di cui alla sezione precedente, nel 1971 subentrò il  6112th ABG. Per alcuni anni, da quel momento, Misawa fu una base PACAF estranea alle operazioni di volo, in cui il "612°" svolgeva compiti meramente amministrativi. La linea di volo era controllata dall'aviazione di marina, con la JASDF che operava autonomamente. La JASDF assunse il controllo dello spazio aereo sopra Misawa il giorno 1º ottobre 1978.
Nel medesimo periodo, la base ospitò varie esercitazioni alleate nella regione, ed il "612°" erogò assistenza a 13 unità amministrative dell'alleanza, 14 agenzie del DOD e le unità della JASDF permasero nel comprensorio di Misawa fino al giorno 1º settembre 1982.
Nel 1983 Misawa fu un sito preminente di dislocamento per le operazioni di soccorso e recupero conseguenti all'abbattimento del Volo KAL 007.

#### 432d Tactical Fighter Wing
Nel luglio del 1984 il 432d Tactical Fighter Wing fu ricostituito a Misawa, in concomitanza al ripristino, in detta base, di una PACAF preposta ad operazioni di volo. Il "432°" controllava due squadroni da combattimento muniti di F-16 (rispettivamente: 13th, 14th FS), oltre ad uno squadrone "soccorso" (39th RQS), che impiegava elicotteri del tipo HH-53 "Super Jolly Green Giant".

#### 35th Fighter Wing
Il giorno 1º ottobre 1984, il ristrutturato 35th Fighter Wing fu traslocato dalla base aeronavale NASKEF (allora esistente) di Keflavík (Islanda) a Misawa, subentrando il giorno stesso in tutte le responsabilità operative già appartenute al "432°" di cui alla precedente sezione.

#### 48 F-35 A
Nel novembre 2024 gli Stati Uniti hanno annunciato che, a partire dalla primavera 2026, 48 F-35 A andranno a sostituire 36 caccia F-16, per modernizzare la flotta aerea e affrontare le minacce proveniente da Cina, Russia e Sud Corea.

## Benessere organizzativo

### Istruzione
Il Dipartimento della Difesa (USA) mantiene in servizio parecchie scuole, principalmente a beneficio dei figli di dipendenti americani presso la base.
- Cummings Elementary School home of the Swans
- Sollars Elementary School home of the Dragons
- Robert D. Edgren High School home of the Eagles[26]

Ad un livello di istruzione più alto, ci si può avvalere di convenzioni con istituti di altre località, come ad esempio:
- The Asian Division of University of Maryland University College (UMUC)[27]
- Texas College[28]
- University of Phoenix[29]

### Eventi importanti
Intorno al capodanno 1995, Misawa fu interessata due terremoti di grado 7,5 e 7,9 scala Richter, con epicentro al largo di Hachinohe. Il 25 settembre 2003, si verificò un terremoto di magnitudo 8,3 al largo della costa orientale di Hokkaidō, intensamente percepita a Misawa ed in tutta la Prefettura di Aomori. I danni a Misawa si limitarono allo scoppio di condotte idriche, crepe su muri senza rischi per la statica, ed altre avarie a proprietà private. Non vi furono notizie di guasti alla pista della base. Fu il più potente terremoto del 2003, secondo le rilevazioni dell'United States Geological Survey.
Negli anni più recenti, Misawa AB ed il relativo aeroporto ad uso civile hanno subito ritardi sia per quanto attiene ai velivoli militari, sia per quelli civili. Poiché la base dispone di un'unica pista, le autorità preposte alla pianificazione cittadina ed il Ministero giapponese dei trasporti e delle infrastrutture hanno ricercato nuovi progetti di piste per ridurre la congestione comprensibilmente connessa ad una singola pista su cui si riversa un'ingente mole di traffico. Le taxiway "Alpha" e "Bravo" giacciono su un piano parallelo alla pista, di cui hanno quasi la stessa lunghezza. La taxiway "Bravo" è stata la principale candidata nei recenti piani di riconversione a pista di decollo/atterraggio.